# 杨开慧故居和纪念馆
杨开慧故居和纪念馆位于湖南省长沙县开慧镇，是中国国家4A级旅游景区、全国百家红色旅游经典景区、国家级烈士纪念设施保护单位和全国爱国主义教育示范基地。
占地126亩，建筑面积9600平方米，由杨开慧故居、杨开慧烈士陵园、杨开慧生平业绩陈列馆、杨公庙四部分组成，1966年对外开放
。

## 杨开慧
杨开慧，名霞，字云锦，杨昌济之女，毛泽东之妻。1901年11月6日出生于此，1930年被捕后11月14日刑决。

## 杨开慧故居
始建于1795年，故居瓦房为土砖木质结构，坐西朝东，分上、中、下三栋、东西两厢，中间有天井，共有大小房间36间。

## 杨开慧烈士陵园
杨开慧墓位于故居旁的棉花坡，始建于1930年，墓前有其三个儿子的名义立的墓碑。上方修建了纪念亭，墓后立有石碑，书“光辉长照后人心”
1969年新建杨开慧烈士陵园，并改迁了她与母亲的墓地，同穴安葬于陵园。墓穴背后是一座黑色大理石的词碑，上刻的是毛泽东手书《蝶恋花·答李淑一》。
杨开慧的全身汉白玉像立于陵园中央，基座刻有“骄杨”等字。

## 杨开慧生平业绩陈列馆
2008年开始新建，2010年11月开馆。纪念馆建筑面积5800平方米，正面题“杨开慧纪念馆”。分三层，一层为杨开慧烈士生平业绩陈列，内陈列有生前手稿及书信，为1982年和1990年维修故居时发现的。二层为杨昌济生平事迹展览和毛岸英、毛岸青生平事迹展览。

## 杨公庙
原为祭奉杨泗将军的庙宇。后改为私塾和学校，1908年杨开慧，1929年毛岸英曾在此读书，2006年公布为湖南省文物保护单位。

## 注解
1. ↑  民间传说斩孽龙的英雄